# Tiberius III
Apsimaros (Grieks: Αψίμαρος) (? - 15 februari 706), bekend als Tiberius III (Grieks: Τιβέριος; Nederlands, verouderd: Tibeer), was Byzantijns keizer van 698 tot 705. Hij werd door toedoen van de Groenen keizer van Byzantium nadat Leontios vanwege de Slag bij Carthago (698) (zie Byzantijns-Arabische oorlogen) van de troon was verjaagd.
Tiberius deed niet eens een poging om de opmars van de Arabieren naar de Zuilen van Hercules een halt toe te roepen. Het fort van Septem (Ceuta) was uiteindelijk het enige dat vertwijfeld tegenstand bood. Nadat het in 711 gevallen was, staken de Arabieren over naar het Visigotische rijk. Zij noemden de markante rots aan de noordzijde van de zeestraat naar hun leider: Gebr-Al-Tarik (Gibraltar). Het Visigotische rijk van Roderik zou snel bezwijken.
Inmiddels was Tiberius' eigen keizerschap ook voorbij (705) en was Justinianus II weer keizer. Tiberius werd eerst publiekelijk te kijk gezet samen met zijn voorganger Leontios die hij ontneusd en gevangengezet had. Vervolgens werden zij beiden ter dood gebracht.